# Цесіна
Цесіна (пол. Ciesina, нім. Erdmannen) — село в Польщі, у гміні Піш Піського повіту Вармінсько-Мазурського воєводства.
Населення — 234 особи (2011).

## Демографія
Демографічна структура станом на 31 березня 2011 року:
|          | Загалом | Допрацездатний вік | Працездатний вік | Постпрацездатний вік |
| -------- | ------- | ------------------ | ---------------- | -------------------- |
| Чоловіки | 116     | 43                 | 60               | 13                   |
| Жінки    | 118     | 36                 | 60               | 22                   |
| Разом    | 234     | 79                 | 120              | 35                   |